# Квінсвей (станція метро)
51°30′37″ пн. ш. 0°11′15″ зх. д. / 51.510278° пн. ш. 0.1875° зх. д.
Квінсвей (англ. Queensway) — станція Центральної лінії Лондонського метрополітену. Станція знаходиться у Бейсвотер, Вестмінстер, Лондон, у 1-й тарифній зоні, між метростанціями — Ланкастер-гейт та Ноттінг-гілл-гейт. В 2018 році пасажирообіг станції — 8.44 млн пасажирів

## Історія
- 30. липня 1900: відкриття станції як Квінс-роуд
- 1. вересня 1946: перейменування станції на Квінсвей

## Пересадки
- На автобуси London Buses маршрутів: 70, 94 та 148
- На метростанцію Бейсвотер

## Послуги
| Попередня станція | Лінія | Лінія                             | Лінія | Наступна станція  |
| ----------------- | ----- | --------------------------------- | ----- | ----------------- |
| Ланкастер-гейт    |       | Лондонське метро Центральна лінія |       | Ноттінг-гілл-гейт |